# Albanska köket

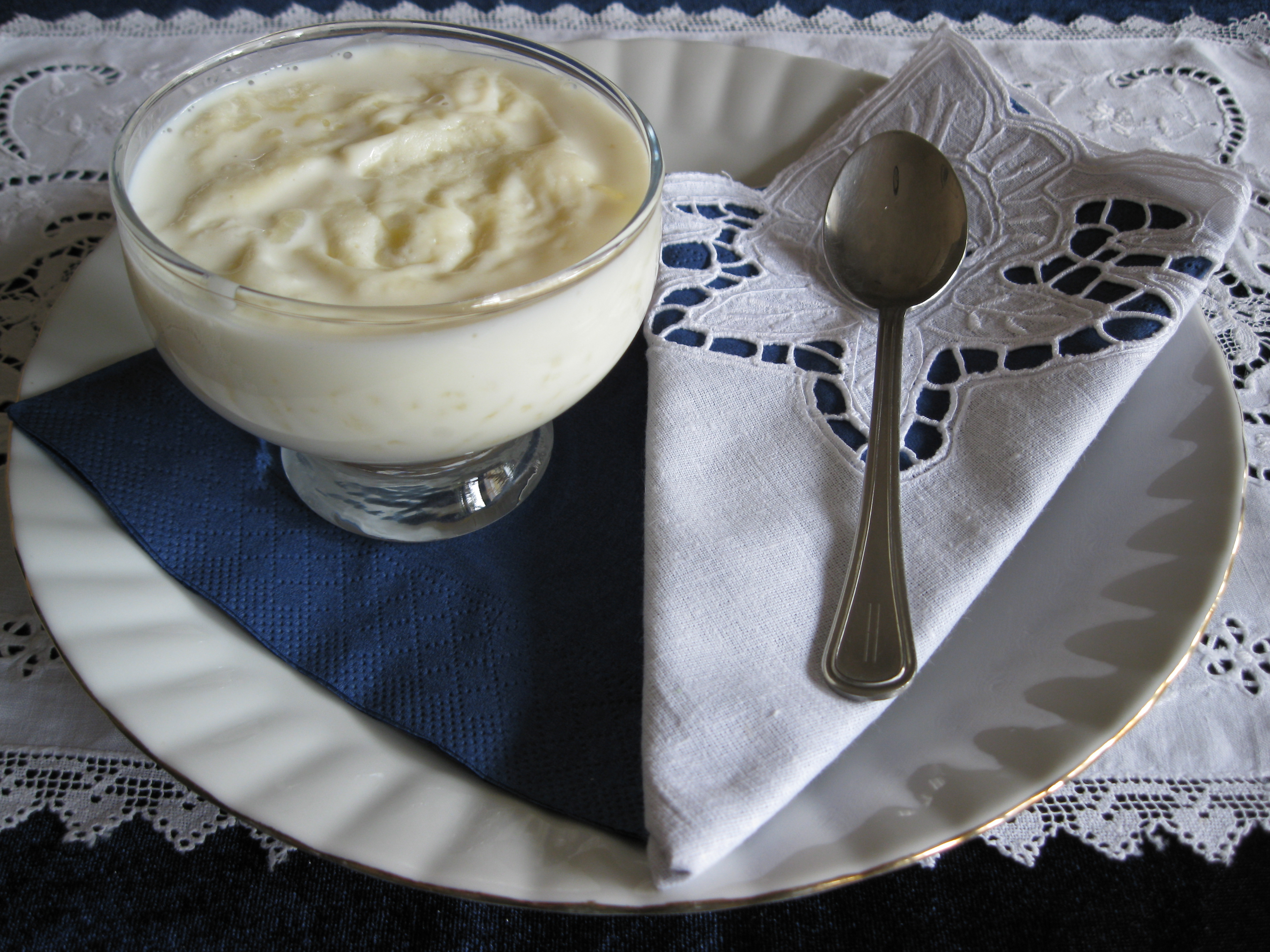
Tambëloriz, ett slags risgrynsgröt med mjölk, ris, kanel och nötter, ibland även russin.

Det albanska köket (albanskt uttal: [kuˈʒi:na ʃcipˈta:rɛ] — albanska: Kuzhina Shqiptare) är en representant för  Medelhavsköket. Det är också ett exempel på medelhavskost baserad på den goda tillgången på olivolja, frukt grönsaker och fisk.
Albanernas matlagningstraditioner är olika, beroende på hur omgivningen är beskaffad. Jordmånen passar bra för nästan alla sorters örter, grönsaker och frukt.
Det albanska köket består av lokala rätter från hela Albanien. Många av dessa rätter är typiska för Balkan och medelhavsområdet, men några är lokala specialiteter. Lunchen är albanernas huvudmåltid där sallad av färska grönsaker som tomater, gurka, grön paprika, oliver, olivolja, vinäger och salt ofta förekommer, men även fisk.
Olivolja är det äldsta och mest använda matfettet i albansk matlagning, och har framställts sedan antiken över hela landet, men speciellt utefter kusten.
Restauranger som serverar snabbmat finns i de flesta storstäder i Albanien, trots att Tirana kanske är den enda huvudstaden i Europa där det inte finns någon McDonald's-restaurang.

## Drycker
Mineralvatten är den mest uppskattade alkoholfria drycken i Albanien tillsammans med de kolsyrade dryckerna.